# АлтайБаскет
«АлтайБаскет» — российский профессиональный баскетбольный клуб из Барнаула.

## История
Баскетбольный клуб из Барнаула трижды одерживал победу в Первой лиге Сибирского федерального округа. В сезоне 2009/2010 команда выиграла регулярный чемпионат и отправилась на финальные соревнования Первой лиги в Тулу. После поражения от соперников из Нижнего Новгорода барнаульцы обыграли саровский «Атом» и тамбовский ОДЮСШ. Далее последовало поражение от хозяев «Тула-ЩекиноАзот», но в заключительном матче финального турнира «АлтайБаскет» уверенно обыграл Владикавказ — 105:72. Третье место гарантировало клубу место в Высшей лиге первенства России.
После возвращения из Тулы барнаульцы приняли участие в финальном турнире Первой лиги Сибирского федерального округа и одержали победу, обыграв томский ТГАСУ и новокузнецкий «Кузбасс».
В дебютном сезоне в Высшей лиге командой руководил Александр Раченков. Выступление на более высоком уровне потребовало укрепления некоторых позиций. В «АлтайБаскет» были приглашены Глеб Бейгельзимер, Андрей Боровиков, Денис Симонович, Евгений Шатохин, Владимир Пронин, Александр Беспалов.
По итогам регулярного чемпионата «АлтайБаскет» стал одним из самых посещаемых клубов лиги. Глеб Бейгельзимер занял первое место среди всех баскетболистов турнира по числу перехватов. Команда установила рекорд, одержав 15 побед подряд. В итоге «АлтайБаскет» стал серебряным призёром и завоевал право выступать в Суперлиге.
Стартовые игры сезона 2011/ 2012 «АлтайБаскет» провел в Тобольске, где стал победителем предварительного этапа Кубка России в группе «Г», но в 1/16 финала уступили «Уралу».
По итогам регулярного чемпионата барнаульцы заняли первое место, уверенно вышли в финал, однако затем уступили «Планете-Университет» из Ухты. Тем не менее серебряные медали позволили «АлтайБаскету» подняться в более высокий дивизион.
Дебютный сезон в Суперлиге под руководством Виктора Кухаренко оказался довольно удачным. «АлтайБаскет» стал девятым, одержав победы над «Уралом», «Атаманом» и другими более успешными клубами. В первом раунде плей-офф был повержен «Темп-СУМЗ», однако в следующем противостоянии барнаульцы уступили сургутскому «Университету». В матчах за 5-6 место клуб проиграл «Новосибирску».
Сезон 2013/2014 был полон взлетов и падений: наряду с яркими победами случались провалы. В итоге команда заняла десятое место в регулярном чемпионате и не приняла участие в матчах плей-офф, однако в турнире за 9-14 места, «АлтайБаскет» одержал победу.
Перед началом следующего сезона «АлтайБаскет» вновь возглавил Александр Раченков. Впрочем, в середине сезона его из-за неудовлетворительных результатов сменил Евгений Чижов, продержавшийся до Нового года. В январе тренировать барнаульцев стал Владимир Трунов. Кардинально изменить ситуацию ему не удалось: в плей-офф «АлтайБаскет» не попал и в итоге довольствовался десятым местом.
Сезон 2015/2016 в Суперлиге-2 под руководством Михаила Терехова начался для команды успешно: долгое время «АлтайБаскет» делил первое место с «Рускон-Мордовией». Заняв третье место в регулярном чемпионате, клуб уверенно двигался по сетке плей-офф, однако в полуфинале уступил будущему победителю турнира — петербургскому «Спартаку». Барнаульцы выиграли бронзовые медали в противостоянии со «Строителем» из Энгельса.
В Суперлиге-3 2016/2017 «АлтайБаскет» без трудностей пробился в плей-офф, где дошел до финала, победив «Нефтехимик» и «Эльбрус». В решающих матчах они уступили екатеринбургскому «Уралмашу», став серебряными призёрами турнира.
В августе 2020 года «АлтайБаскет» прекратил существование из-за долгов, и не был заявлен в сезон 2020/2021. Преемником команды стал созданный в 2020 году клуб БК «Барнаул», хотя старое юр лицо не было ликвидировано. БК «Барнаул» был заявлен в ту же Суперлигу-2 и в первом же сезоне стали ее чемпионами, обыграв в финальной серии «Чебоксарских Ястребов».